# Taenioides eruptionis
Taenioides eruptionis es una especie de pez de la familia de los Gobiidae en el orden de los Perciformes.

## Morfología
- Número de vértebras: 29.

## Hábitat
Es un pez de clima tropical y bentopelágico.

## Distribución geográfica
Se encuentra en el Pacífico occidental: Indonesia y el Vietnam.

## Observaciones
Es inofensivo para los humanos. 